# Dachuan
Dachuan (en chino, 达川; pinyin, Dáchuān) es un distrito urbano bajo la administración directa de la ciudad-prefectura de Dazhou. Se ubica en la provincia de Sichuan, centro-sur de la República Popular China. Su área es de 2246 km² y su población total para 2013 superó el 1,2 millones de habitantes.
En julio de 2013, el Consejo de Estado de aprobó la abolición del condado de Da (达县) y el establecimiento del distrito de Dachuan a la ciudad de Dazhou.

## Administración
Desde junio de 2023, el Distrito Dachuan se divide en 33 pueblos que se administran en 6 subdistritos, 22 poblados y 5 villas.

## Toponimia
El topónimo Dachuan se compone de los sinogramas Da que significa 'llegar' y Chuan que es la abreviatura de Sichuan, y significa 'llegar a toda Si[chuan]'. Según el Diccionario de Orígenes de Nombres de Lugares de China: el nombre hace referencia a la ubicación del distrito como un lugar que conecta varias regiones. Su nombre original Da [antes que se le añadiera el sufijo de Sicuan] viene de la frase "cuatro caminos" (四达之路 sìdá zhīlù) significa que está situado en una encrucijada de cuatro direcciones (norte, sur, este y oeste).